# Mézières-sous-Lavardin
Mézières-sous-Lavardin är en kommun i departementet Sarthe i regionen Pays de la Loire i nordvästra Frankrike. Kommunen ligger i kantonen Conlie som tillhör arrondissementet Mamers. År 2022 hade Mézières-sous-Lavardin 679 invånare.

## Befolkningsutveckling
Antalet invånare i kommunen Mézières-sous-Lavardin
| Referens: INSEE |